# Ernestine Theodora von Pfalz-Sulzbach

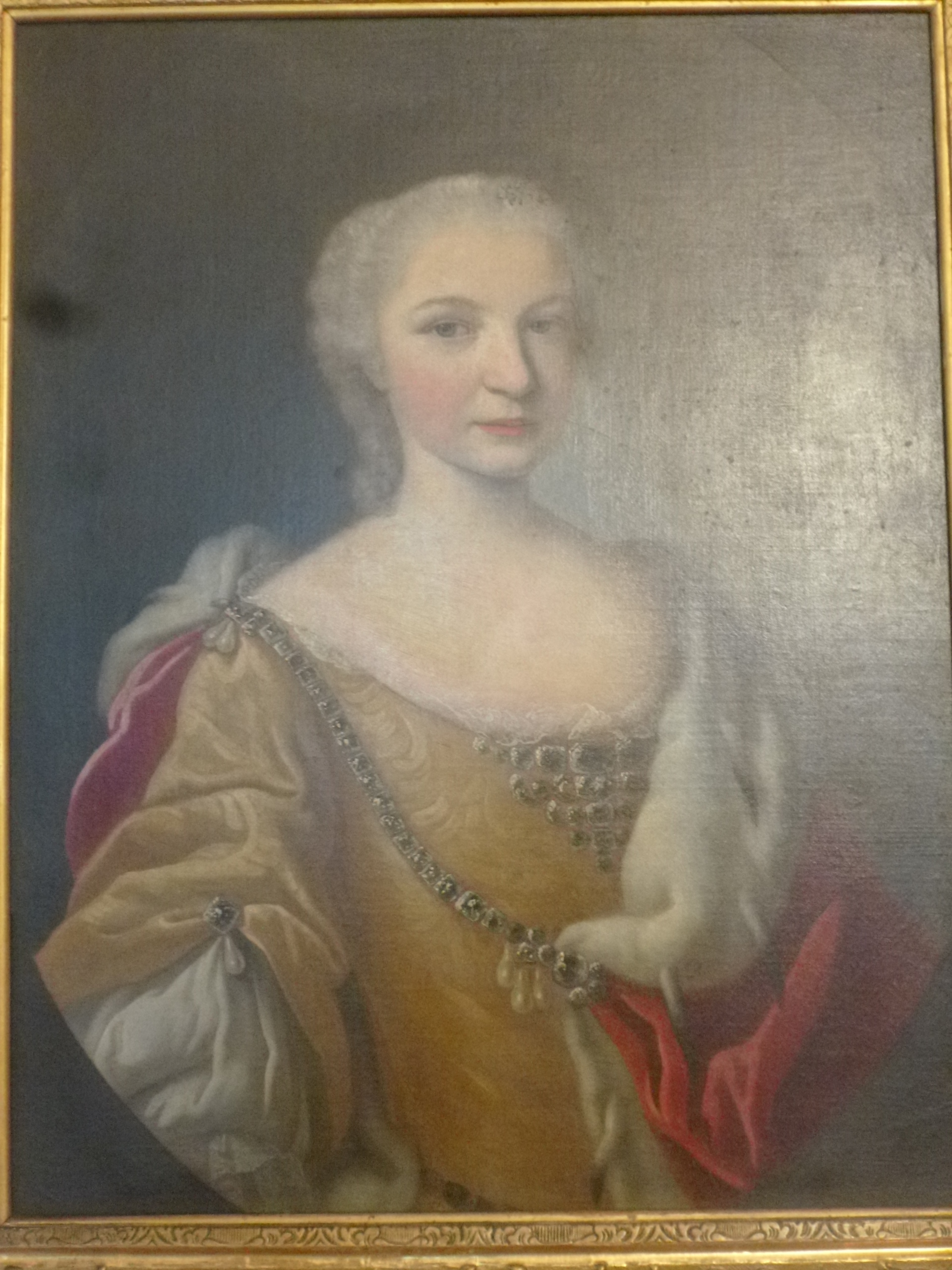
Ernestine Elisabeth Johanna von Pfalz-Sulzbach im Ahnensaal der Fürstin-Franziska-Christine-Stiftung Essen

Ernestine Theodora von Pfalz-Sulzbach (* 15. Mai 1697 in Sulzbach; † 14. April 1775 in Neuburg an der Donau) war die Ehefrau von Landgraf Wilhelm dem Jüngeren von Hessen-Wanfried und nach dessen Tod Priorin des Karmelitinnenklosters in Neuburg a. d. D. als Schwester Augusta.

## Leben

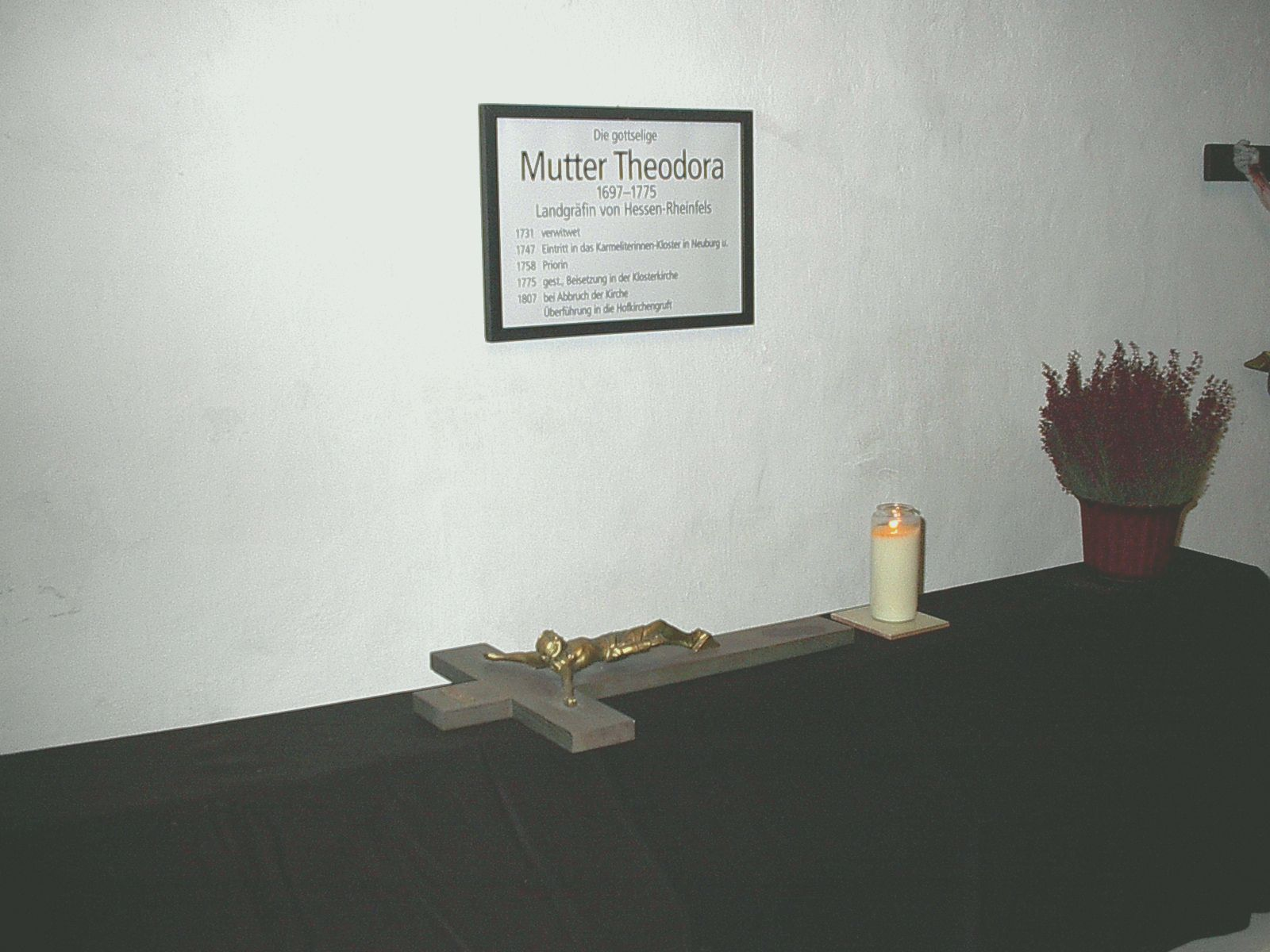
Grab der Herzogin in der Neuburger Hofkirche

Sie war die dritte Tochter des Herzogs Theodor Eustach von Pfalz-Sulzbach und seiner Gemahlin Maria Eleonora Amalie, Landgräfin von Hessen-Rheinfels-Rothenburg. Die Herzöge von Pfalz-Sulzbach waren eine pfälzische Nebenlinie der Wittelsbacher.
Ernestine wurde zusammen mit ihrer älteren Schwester Franziska Christine von Pfalz-Sulzbach im Stift Essen erzogen. Karl VI. vermittelte die Hochzeit mit dem 48-jährigen Wilhelm dem Jüngeren von Hessen-Wanfried. Die Eheschließung erfolgte am 19. September 1719. Die Ehe blieb kinderlos. Nach dem Tod ihres Ehegatten 1731 wohnte die Witwe zunächst noch auf Schloss Rheinfels, später trat sie in den Karmel von Neuburg an der Donau ein und wurde schließlich Priorin des Klosters, in welchem sie den Ordensnamen Augusta erhielt. Nach Torsy-Kracht war „sie ihren Mitschwestern ein Vorbild an Gehorsam, Demut und Liebe zur Armut“. Sie starb als Priorin des Konventes im Rufe der Heiligkeit. Ihre Gebeine wurden in die Neuburger Hofkirche übertragen.
Die ältere Schwester Maria Anna Amalia Auguste von Pfalz-Sulzbach (1693–1762) lebte schon seit 1714 als Unbeschuhte Karmelitin im Kölner Kloster St. Maria in der Kupfergasse. Sie starb ebenfalls im Ruf der Heiligkeit.